# 杉山康成
杉山康成は、日本の俳優。東京都生まれ。

## 略歴
- 「塵の徒党」(鐘下辰男 主催)

## 出演作
- ヴィタール(塚本晋也監督)
- SS(小林義則監督)
- USB(奥秀太郎監督)
- 人生をうまく跳べない人(横井健司監督)
- 人間狩り(江面貴亮監督)
- クローズZERO II(三池崇史監督)

| スタブアイコン | サブスタブ | この項目は、まだ閲覧者の調べものの参照としては役立たない、俳優（男優・女優）に関連した書きかけの項目です。この項目を加筆・訂正などしてくださる協力者を求めています（P:映画/PJ芸能人）。 |